# The Beano

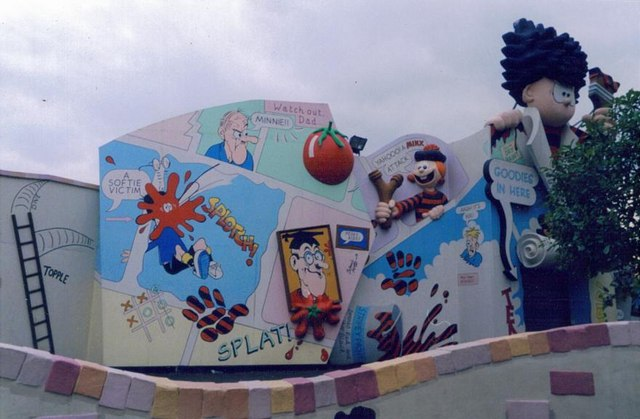
Beanolandia en Chessington. Una de las intalaciones temáticas.

The Beano es una revista de historietas británica para niños, publicada por D.C. Thomson & Co, indiscutiblemente la más exitosa de las suyas.
La revista apareció por primera vez el 30 de julio de 1938, y se publicó semanalmente. Durante la Segunda Guerra Mundial, The Beano y The Dandy se alternaron semanalmente debido al racionamiento de papel y tinta. Otras publicaciones de D. C. Thomson también padecieron los mismos problemas, dejando de aparecer los almanaques de Oor Wullie y The Broons. El suministro de tinta y papel fue completamente restaurado poco después del final de las hostilidades y la publicación semanal de The Beano y The Dandy se reanudó en 1949. 
El cómic se distribuyó también en algunas de las colonias y antiguas colonias británicas. Como se envíaban por correo marítimo, acababan puestas a la venta algunas semanas después de la fecha que constaba en la portada.
El número 1242 del 7 de mayo de 1966 puede verse en las manos de Eric Clapton en la portada del disco Blues Breakers with Eric Clapton hecho por el que dicho LP también es conocido como el Beano Album.
En septiembre de 2009, se publicó el número 3.500 de The Beano. The Beano lo edita actualmente Michael Stirling.Sus personajes icónicos como Dennis the Menace, Roger the Dodger, Minnie the Minx, The Bash Street Kids, Calamity James, Ball Boy, Ivy the Terrible y Billy Whizz han sido conocidos por generaciones de niños británicos. Las generaciones más antiguas recordarán otros personajes notables que han quedado desfasados, como Biffo the Bear y Lord Snooty. Algunos personajes clásicos, como The Three Bears y Little Plum, han regresado.
El 19 de marzo de 2012 la Royal Mail lanzó una colección especial de sellos para celebrar la rica historia del cómic británico. La colección incluía "The Beano", "The Dandy", "Eagle", "The Topper", "Roy of the Rovers", "Bunty", "Buster", "Valiant", "Twinkle" y "2000 AD".